# بطي بن سهيل آل مكتوم
بطي بن سهيل آل مكتوم، هو الحاكم السابع لدبي، تولى الحكم من 16 فبراير 1906م حتى نوفمبر 1912م. والدته هي الشيخة ابنة سرور بن سيف بن صقر القمزي الياسي.

## حياته
انتخب أهالي دبي الشيخ بطي بن سهيل آل مكتوم سنة 1906 بعد وفاة ابن عمه الشيخ مكتوم بن حشر آل مكتوم، وفي نفس العام حضر اجتماع شيوخ الإمارات الذي دعا اليه الشيخ زايد بن خليفة آل نهيان وساعد في تنفيذ قرارته. وفي سنة 1910 حدث خلاف حاد بينه وبين المقيم البريطاني كوكس بسبب رفض الشيخ بطي تعيينَ مقيمٍ بريطاني في دبي واتهمت بريطانيا الأهالي بتهريب السلاح وحاولت بريطانيا القيام بتفتيش المنازل فرفض وقصفت مدمرة بريطانية ساحل ديرة وقدم كوكس بمدمرات أخرى وخرج الأهالي للمقاومة وتدخل مشايخ الإمارات وطلبوا حل الخلاف وفرض كوكس شروطاً قبلها الشيخ بطي لحماية الإمارة والأهالي من التدمير.
له أربعة أبناء هم: سعيد وراشد ومحمد وسهيل.

## وفاته
توفي سنة 1912.